# Ниндзя-сёрферы
«Ниндзя-сёрферы» (англ. Surf Ninjas) — кинофильм.

## Сюжет
Два наследных принца, отец которых был королём маленького мирного государства Патусан, живут в современной Америке и увлекаются сёрфингом. Злой полковник Чи, совершивший переворот, не может спать спокойно, пока не убьёт их. Ведь предание гласит: когда старшему принцу исполнится шестнадцать, в Патусан вернется свобода. А защитить детей могут только морской пехотинец Мак, воспитавший их как отец, одноглазый ниндзя и они сами…

## В ролях
- Эрни Райес-старший — Затч
- Лесли Нильсен — полковник Чи
- Роб Шнайдер — Игги
- Тоун Лок — лейтенант Спенс
- Джон Карлен — Мак
- Эрни Райес-младший — Джонни
- Николас Кован — Адам
- Келли Ху — Ро-Мей

## Съёмочная группа
- Режиссёр — Нил Израэл
- Сценарист — Дэн Гордон
- Продюсер — Эвжен Колар
- Монтаж — Том Уоллс
- Композитор — Дэвид Китэай
- Художник — Майкл Новотны
- Костюмы — Дебора Ла Горсе Крэймер